# Litsilõpp
Litsilõpp ist eine Bucht in der Landgemeinde Saaremaa im Kreis Saare auf der größten estnischen Insel Saaremaa. Sie bildet einen Teil der Bucht Muraja laht. Sie liegt im Naturschutzgebiet Kahtla-Kübassaare hoiuala. 
In der Bucht liegt die Insel Arulaid.
Die Bucht ist 510 Meter breit und schneidet sich 640 Meter tief ins Land ein.